# Kōra
Kōra (甲良町?) è una cittadina giapponese della prefettura di Shiga.